# Тенрю-Мару
Тенрю-Мару (Tenryu Maru) — транспортне судно, яке під час Другої світової війни взяло участь у операціях японських збройних сил на Філіппінах, у Індонезії, в Мікронезії та архіпелазі Бісмарка.

## Передвоєнна історія
Тенрю-Мару спорудили в 1936 році на верфі Osaka Ironworks у Інношимі на замовлення компанії Naigai Kisen.
7 листопада 1941-го реквізоване для потреб Імперського флоту Японії. З 10 по 29 листопада пройшло відповідну модернізацію на верфях у Осаці та Куре.

## Вторгнення на Мінданао
6 грудня, за добу до вступу Японії у війну, Тенрю-Мару прибуло на Палау (західні Каролінські острови). 17 грудня воно вийшло звідси разом із другим ешелоном сил вторгнення на південь Філіппін (всього у складі трьох ешелонів нараховувалось 14 транспортів), при цьому на борту Тенрю-Мару були не матеріали та обладнання для майбутніх авіабаз в Давао (південне узбережжя Мінданао) та Голо (на однойменному острові в архіпелазі Сулу).
З 1:45 до 5:00 20 грудня всі ешелони прибули в район Давао та почали висадку десанту, а вже у другій половині дня це місто та його аеродром були окуповані.
29 грудня 1941-го Тенрю-Мару вирушило до Такао (наразі Гаосюн на Тайвані), а 10 січня 1942-го прибуло до Японії.

## Вторгнення на Тимор
На початку лютого судно знову опинилось у Давао. Звідси воно здійснило перехід до якірної стоянки Бангка біля північно-східного завершення острова Целебес, а 11—14 лютого перейшло на острів Амбон (Молуккські острови). 17 лютого Тенрю-Мару та ще 8 суден вирушили у складі першого ешелону сил вторгнення на Тимор, маючи завдання висадити десант на західну частину острова, котра належала Нідерландам (другий ешелон захоплював східну, португальську частину острова).
У ніч проти 20 лютого перший ешелон здійснив висадку в районі мису Малі, після чого японські сили розгорнули наступ на Купанг, який захопили опівдні 21 лютого.
1 березня Тенрю-Мару завершило розвантаження та вийшло з Купангу, після чого пройшло через Кендарі (Целебес) до Палау, куди прибуло в середині місяця. До кінця березня судно повернулось в Японію.
У квітні — червні 1942-го Тенрю-Мару відвідало японські порти Токіо, Отару, Йокосука, Кобе, Нагасакі, Куре, Моджі, Явата, Інношима, Осака, Міїке, а також побувало у корейському порту Чиннампо (наразі Namp'o-hang в усті річки Тедонгган).

## Рейс до Мікронезії
25 червня 1942-го Тенрю-Мару вийшло з Осаки та 7 липня досягнуло атола Малоелап (Маршаллові острови). 19 липня воно перейшло на атол Кваджелейн, де перебувало до 2 серпня.
4 серпня судно досягло острова Понапе на сході Каролінських островів, з якого 16—25 серпня здійснило перехід до Йокогами.

## Рейс до архіпелагу Бісмарка
13—24 вересня Тенрю-Мару пройшло від Куре до Кавієнгу — розташованої на північному завершенні острова Нова Ірландія другої за важливістю японської бази у архіпелазі Бісмарка.
10 жовтня Тенрю-Мару стояло поряд із танкером Тонан-Мару № 2 та провадило розвантаження. Цього дня на гавань Кавієнгу здійснив атаку підводний човен Amberjack, котрий використав особливості цього порту та, перебувавши на зовнішньому рейді, випустив чотири торпеди з дистанції понад 3 км та поцілив обидва названі вище японські судна. Тонан-Мару № 2 сів на ґрунт. Тенрю-Мару дістав одне торпедне влучання в задню частину, внаслідок чого виявились затопленими машинне відділення, вугільний бункер та один із трюмів.
13 жовтня до Кавієнгу прибув рятувальний буксир Нагаура, котрий до 5 листопада провадив аварійний ремонт та відкачування води з Тенрю-Мару. Далі Нагаура зайнявся Тонан-Мару № 2, який у підсумку в першій половині грудня вдалось відправити на ремонт на буксирі судна Сува-Мару. Що стосується Тенрю-Мару, то воно й далі перебувало в Кавієнзі, де через відсутність необхідної бази відновлювальні роботи посувались надзвичайно повільно. У липні 1943-го осушили вугільний бункер та почали його розвантаження. У жовтні завершили ремонт водонепроникних переборок бункера, а наприкінці листопада узялись за ремонт машини, допоміжних механізмів та комунікацій, що ведуть до машинного відділення.
Вранці 25 грудня 1943-го Кавієнг атакували літаки з авіаносців Банкер-Хілл та Монтерей. Тенрю-Мару після влучання великої бомби в центральну частину надвечір затонув.